# Ardeosaurus
L'ardeosauro (gen. Ardeosaurus) è un rettile estinto appartenente agli squamati. Visse nel Giurassico superiore (circa 140 milioni di anni fa) e i suoi resti sono stati ritrovati in Germania, nel famoso giacimento di Solnhofen.

## Descrizione
Questo animale di piccole dimensioni (la lunghezza non superava i 20 centimetri) doveva essere piuttosto simile a un odierno geco: come questo, infatti, possedeva una grossa testa corta e piatta, con grandi orbite e (probabilmente) grandi occhi. L'affine Eichstaettisaurus era dotato di occhi ancor più grandi e posti più anteriormente sul cranio. Probabilmente il corpo non era appiattito come quello dei gechi odierni; le zampe, verosimilmente, non erano dotate delle caratteristiche lamine che permettono ai gechi di aderire alle superfici completamente verticali.

## Classificazione

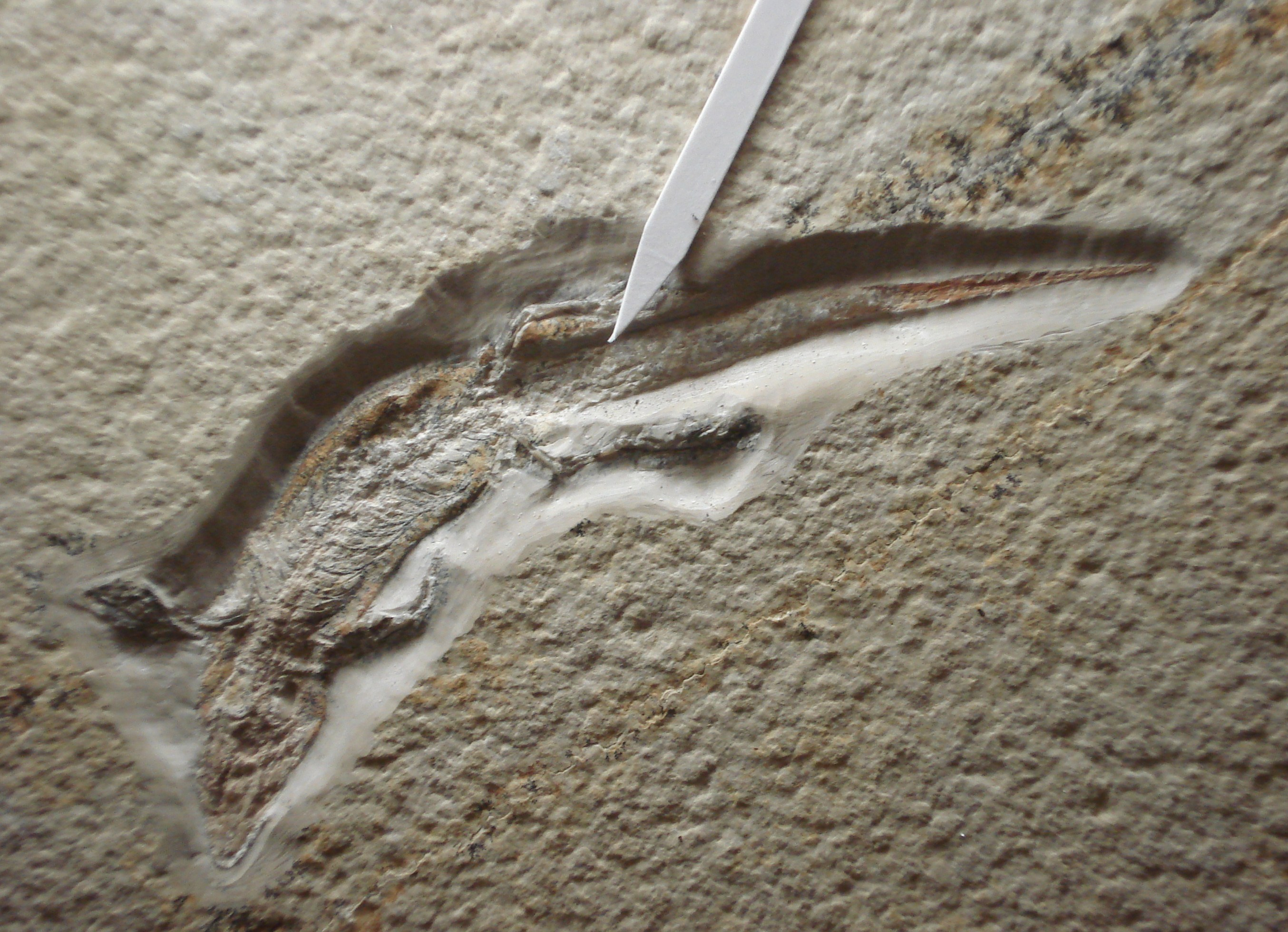
Fossile di Ardeosaurus

Descritto per la prima volta nella seconda metà dell' '800, l'ardeosauro è stato più volte considerato un possibile antenato dei gechi, in particolare per le caratteristiche del cranio. Per questo animale e altri strettamente imparentati (Eichstaettisaurus e Yabeinosaurus) è stata istituita la famiglia degli ardeosauridi (Ardeosauridae), costituita da presunti gechi primitivi. In tempi più recenti, tuttavia, l'ardeosauro è stato considerato una possibile forma basale degli Scincomorpha, un grande gruppo di squamati che tra l'altro comprende le attuali lucertole. È possibile, in ogni caso, che queste forme primitive rappresentassero un ramo molto vicino all'origine sia dei Gekkota sia degli Scincomporpha. Si conoscono due specie di ardeosauro: Ardeosaurus brevipes e A. digitatellus, entrambe rinvenute nel giacimento di Solnhofen.

## Stile di vita
L'ardeosauro era un piccolo predatore di invertebrati, come insetti e vermi. Le orbite grandi indicano che probabilmente era un animale notturno; è possibile che fosse arboricolo, come gli odierni gechi. Ai bordi della laguna di Solnhofen vivevano numerosi altri rettili simili a lucertole, come Eichstaettisaurus, Bavarisaurus, Homeosaurus e Kallimodon, ognuno dei quali con una propria specializzazione.